# Marie-Anne Chazel

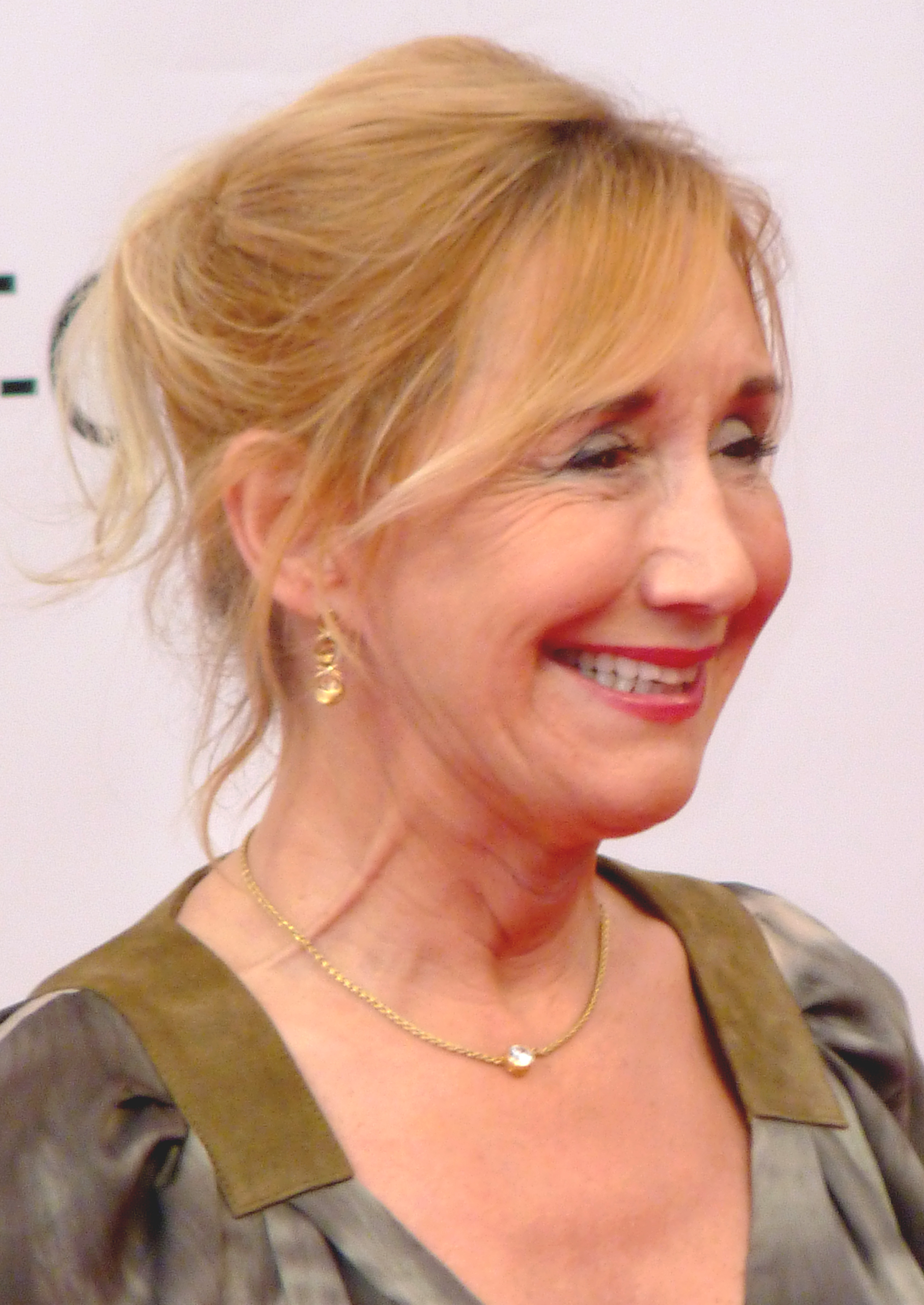

Marie-Anne Chazel (Gap, Hautes-Alpes, Francia, 19 de septiembre de 1951- ), actriz, realizadora y escenarista francesa.
Hija de la también actriz Louba Guertchikoff. Forma parte de la generación de actores y actrices surgidos del café-teatro Le Splendid. Fue allí donde conoció al que fue su marido durante años, Christian Clavier.
Sus papeles más destacados surgen de la trilogía de Les Bronzes (junto al grupeto de Le Splendid) y de los films Los Visitantes no nacieron ayer (1993) y Los Visitantes regresan por el túnel del tiempo (1998).

## Trayectoria en teatro
- 1975 : Ma tête est malade
- 1976 : Le Pot de terre contre le pot de vin
- 1977 : Amour, coquillages et crustacés
- 1979 : Le père Noël est une ordure
- 1980 : Papy fait de la résistance de Christian Clavier
- 1985 : Un drôle de cadeau de Jean Bouchaud
- 1986 : Double mixte de Ray Cooney
- 1989 : Pièce détachée de Alan Ayckbourn
- 1991 : La Dame de chez Maxim de Georges Feydeau
- 1994 : Drôle de couple de Neil Simon
- 1999 : Comédie privée de Neil Simon
- 2002 : Même heure l'année prochaine de Bernard Slade
- 2005 : Le Butin de Joe Orton
- 2008 : Tailleur pour dames de Georges Feydeau
- 2009 : Goodbye Charlie de George Axelrod
- 2011 : L'amour, la mort, les fringues, de Nora Ephron
- 2012 : Le Bonheur de Éric Assous

- Datos: Q459676
- Multimedia: Marie-Anne Chazel / Q459676